# Charadra nigracretana
Charadra nigracretana är en fjärilsart som beskrevs av Embrik Strand 1917. Charadra nigracretana ingår i släktet Charadra och familjen Pantheidae. Inga underarter finns listade i Catalogue of Life.